# Jifʿat
Jifʿat (hebräisch יִפְעַת) ist ein Kibbuz in der Jesreelebene in Galiläa, Israel. Er liegt unterhalb der Stadt Migdal haEmek, nicht weit entfernt von den Städten Afula und Nazareth und hatte 2018 1152 Einwohner. Jifʿat gehört dem Regionalrat der Jesreelebene an.
Der Name Jifʿat wurde vom nahegelegenen biblischen Ort Jefiʿa (יפיע; Josua 19,12) abgeleitet, auf den auch der Name der untergaliläischen arabischen Stadt Yafat an-Nasira (arabisch يافة الناصرة / hebräisch יפיע) hinweist.
Der Kibbuz Jifʿat wurde 1954 von der Scharon-Gruppe (קבוצת השרון) gegründet, deren Sitz der Kibbuz Ramat David war.
Heutzutage beruht die Wirtschaft von Jifʿat auf Leichtindustrie, Landwirtschaft, Gewächshäusern, Pflanzenschulen, Rinder-, Schaf- und Hühnerzucht sowie etwas Hotellerie.
Neben der sechsklassigen „Schule Westliches Tal“ ("בית הספר העמק המערבי" שש-שנתי) und einer den darstellenden Künsten gewidmeten Anlage befindet sich innerhalb des Kibbuz ein den Frühpionieren gewidmetes Museum.
Jifʿat beherbergt einen hebräischen Ulpan für Einwanderer und für diejenigen, die die Einwanderung erwägen. In diesem Kibbuz haben jüdische und nichtjüdische Freiwillige aus vielen Ländern gearbeitet. Jifʿat war einer von wenigen Kibbuzim, die Freiwillige aus Deutschland aufnahmen.